# Иона (Павинский)
Архиепископ Иона (в мире Иван Дмитриевич Павинский; 1773 — 3 (15) февраля 1828) — епископ Русской православной церкви, архиепископ Казанский и Симбирский.

## Биография
Родился в 1773 году в семье священника Олонецкого края.
Образование получил в Олонецкой, Архангельской и Александро-Невской семинариях.
23 марта 1793 года рукоположён во диакона к Исаакиевскому собору в Петербурге.
В 1797 году рукоположён во священника при русской миссии в Копенгагене.
В 1802 году определён священником к Захариевской церкви в Петербурге.
В 1803 году переведён к Симеоновской церкви.
С 1806 года — законоучитель Иезуитского института.
11 мая 1808 года назначен присутствующим в Петербургской консистории.
С 1809 года — духовник великой княгини Екатерины Павловны.
24 декабря 1813 года пострижен в монашество.
31 декабря 1813 года — архимандрит Ново-Иерусалимского монастыря.
9 марта 1816 года назначен членом Московской Синодальной конторы.
22 июля 1817 года хиротонисан во епископа Орловского и Севского.
4 апреля 1820 года награждён орденом Святой Анны 1 степени
С 21 июля 1821 года — архиепископ Тверской и Кашинский.
С 26 февраля 1823 года — член Святейшего Синода.
6 ноября 1826 года переведён на Казанскую кафедру.
Правление архиепископа Ионы Казанскою епархией ознаменовано смутами в церковной жизни, происходившими вследствие массового отпадения от Церкви крещёных татар.
Скончался 3 февраля 1828 года. Погребён в Казани.

## Сочинения
Ему принадлежат: «Опыт о красноречии проповедников», Блера (СПб., 1800), «Правило предписанного в Императорско-королевских наследных землях преподавания пастырского богословия» (СПб., 1803); «Речь при встретении Его И. В. Александра I» (1816) и «Слова» (М., 1816).